# 2017年アメリカグランプリ
2017年アメリカグランプリ（2017 United States Grand Prix）は、2017年のF1世界選手権第17戦として、2017年10月22日にサーキット・オブ・ジ・アメリカズで開催された。
正式名称は「2017 FORMULA 1 UNITED STATES GRAND PRIX」。

## レース前
ドライバーズランキング首位のルイス・ハミルトンは、2位のセバスチャン・ベッテルに59点差を付けており、当レースで以下の条件のいずれかを満たせば、3戦を残して2年ぶり4度目のチャンピオンが決定する。
- ハミルトンが優勝かつベッテルが6位以下かリタイア
- ハミルトンが2位かつベッテルが9位以下かリタイア

また、コンストラクターズランキング首位のメルセデスも2位フェラーリに145ポイント差を付けており、メルセデスが当レースで27ポイント以上を獲得すれば、残り4戦で全てフェラーリがワン・ツー・フィニッシュとなっても追いつけない（同点の場合でも優勝回数の差でメルセデスが上回る）ため、4年連続のチャンピオンが決定する。
このレースでピレリが供給するドライタイヤのコンパウンドは、ソフト、スーパーソフト、ウルトラソフトの3種類。なお、当レースに限りウルトラソフトタイヤが通常のパープル（紫）ではなくピンクに彩られる。F1オーナーのリバティメディアとアメリカの乳がん協会「スーザン・G・コーメン」のタイアップによるもので、乳がん啓発活動を表す世界共通のシンボルマークとして有名なピンクリボンをイメージしている。ピンクのカラーリングを使用しているフォース・インディアのマシンにもピンクリボンが彩られる。また、フェルナンド・アロンソは当レース限定でインディ500仕様のヘルメットを使用する。
ドライバー交代
- ルノーはジョリオン・パーマーに代わって、トロ・ロッソからカルロス・サインツJr.が移籍[5]。
- トロ・ロッソは、サインツの移籍及びピエール・ガスリーがスーパーフォーミュラ最終戦に参戦するため、当レースは3レースぶりに復帰するダニール・クビアトと、2017年のル・マン24時間レースで優勝した元レッドブル・ジュニアチーム育成ドライバーのブレンドン・ハートレイの組み合わせで臨むことになった[6]。ハートレイはF1デビュー戦となる。ニュージーランド出身のF1ドライバーは1984年のマイク・サックウェル以来33年ぶり[7]。

2018年シーズンに関する動向
- アロンソのマクラーレン残留が正式発表。2018年もアロンソとストフェル・バンドーンのラインナップが継続される[8]。
- レッドブルはマックス・フェルスタッペンとの契約を2020年まで延長[9]。

## フリー走行
開催日時はCDT (UTC-5、以下同じ）。

### 1回目(FP1)
2017年10月20日 10:00
ホンダはマクラーレンのストフェル・バンドーンへ8基目のエンジン(ICE)を投入するため、グリッド降格ペナルティを受ける。F1デビュー戦となるトロ・ロッソのブレンドン・ハートレイもパワーユニット交換（6基目のICEとMGU-H、5基目のバッテリー(ES)と電子制御装置(CE)）のためグリッド降格ペナルティを受けることになった。ルノーのニコ・ヒュルケンベルグもパワーユニット交換（5基目のICEとターボチャージャー(TC)、6基目のMGU-H）によりグリッド降格ペナルティを受ける。
このセッションのみ参加したドライバーは以下の通り。
- トロ・ロッソ - No.38 ショーン・ゲラエル（ダニール・クビアトに代わって出走）
- ザウバー - No.37 シャルル・ルクレール（パスカル・ウェーレインに代わって出走）

朝から雲が多く、小雨が降るダンプコンディション。気温19度、路面温度23度。各車ともインターミディエイトでコースインするが、10分を過ぎて雨脚が再び強くなった。ピレリは来シーズン向けにプロトタイプのインターミディエイトを支給し、マックス・フェルスタッペンはこのタイヤに好感触を得た。40分を過ぎると路面は乾き、50分には各車ドライタイヤ（スーパーソフトやウルトラソフト）での走行を行っていく。しかし、残り20分頃に再び雨が降り出してきた。トップタイムはルイス・ハミルトンがスーパーソフトで出した1分36秒335。なお、フェルナンド・アロンソはハイドロ系のリークによる修理のため、ほとんどコースを走れなかった。

### 2回目(FP2)
2017年10月20日 14:00
気温25度、路面温度30度、午前中に比べ雲が太陽も顔を覗かせるドライコンディションで行われた。18分にセバスチャン・ベッテルがスピンオフし、ソフトタイヤにはフラットスポットができてしまった。35分を過ぎたところでハミルトンが唯一1分34秒台（1分34秒668）に突入し速さを見せつけた。以後は決勝を見据えたロングランのテスト収集を行うが、ウルトラソフトでも充分に走行できる硬さだったため、各車ウルトラソフトでロングランを行った。

### 3回目(FP3)
2017年10月21日 11:00
レッドブルはフェルスタッペンのパワーユニットを交換（6基目のエンジンとMGU-H）し、グリッド降格ペナルティを受ける。なお、金曜の時点で4基目のバッテリー(ES)と電子制御装置(CE)に交換している。ベッテルはFP2でスピンした後、フロントアクスルの感触がおかしいと訴えたが、メカニックは原因を突き止めることができなかったため、予防的措置でシャシーを交換した。
セッションは路面温度32度、気温26度のドライコンディションで行われた。シャシーを交換したベッテルは特に問題なく2番手のタイムを記録した。セッション中盤にロマン・グロージャンがスピンを喫してグラベルから抜け出せなかったため、バーチャルセーフティカーが導入された。このセッションでもハミルトンが好調で、FP2のタイムを上回る1分34秒478を出した。

## 予選
2017年10月21日 16:00
ルイス・ハミルトンが3戦連続（今シーズン11回目、通算72回目）のポールポジションを獲得した。

### 結果
| Pos.                | No. | ドライバー                 | コンストラクター                | Q1       | Q2       | Q3       | Grid |
| ------------------- | --- | -------------------------- | ------------------------------- | -------- | -------- | -------- | ---- |
| 1                   | 44  | ルイス・ハミルトン         | メルセデス                      | 1:34.822 | 1:33.437 | 1:33.108 | 1    |
| 2                   | 5   | セバスチャン・ベッテル     | フェラーリ                      | 1:35.420 | 1:34.103 | 1:33.347 | 2    |
| 3                   | 77  | バルテリ・ボッタス         | メルセデス                      | 1:35.309 | 1:33.769 | 1:33.568 | 3    |
| 4                   | 3   | ダニエル・リカルド         | レッドブル-タグ・ホイヤー       | 1:35.991 | 1:34.495 | 1:33.577 | 4    |
| 5                   | 7   | キミ・ライコネン           | フェラーリ                      | 1:35.649 | 1:33.840 | 1:33.577 | 5    |
| 6                   | 33  | マックス・フェルスタッペン | レッドブル-タグ・ホイヤー       | 1:34.899 | 1:34.716 | 1:33.658 | 16 1 |
| 7                   | 31  | エステバン・オコン         | フォース・インディア-メルセデス | 1:35.849 | 1:35.113 | 1:34.647 | 6    |
| 8                   | 55  | カルロス・サインツ         | ルノー                          | 1:35.517 | 1:34.899 | 1:34.852 | 7    |
| 9                   | 14  | フェルナンド・アロンソ     | マクラーレン-ホンダ             | 1:35.712 | 1:35.046 | 1:35.007 | 8    |
| 10                  | 11  | セルジオ・ペレス           | フォース・インディア-メルセデス | 1:36.358 | 1:34.789 | 1:35.148 | 9    |
| 11                  | 19  | フェリペ・マッサ           | ウィリアムズ-メルセデス         | 1:35.603 | 1:35.155 |          | 10   |
| 12                  | 26  | ダニール・クビアト         | トロ・ロッソ                    | 1:36.073 | 1:35.529 |          | 11   |
| 13                  | 2   | ストフェル・バンドーン     | マクラーレン-ホンダ             | 1:36.286 | 1:35.641 |          | 20 2 |
| 14                  | 8   | ロマン・グロージャン       | ハース-フェラーリ               | 1:36.835 | 1:35.870 |          | 12   |
| 15                  | 27  | ニコ・ヒュルケンベルグ     | ルノー                          | 1:35.740 | no time  |          | 18 3 |
| 16                  | 9   | マーカス・エリクソン       | ザウバー-フェラーリ             | 1:36.842 |          |          | 13   |
| 17                  | 18  | ランス・ストロール         | ウィリアムズ-メルセデス         | 1:36.868 |          |          | 15 4 |
| 18                  | 39  | ブレンドン・ハートレイ     | トロ・ロッソ                    | 1:36.889 |          |          | 19 5 |
| 19                  | 94  | パスカル・ウェーレイン     | ザウバー-フェラーリ             | 1:37.179 |          |          | 14   |
| 20                  | 20  | ケビン・マグヌッセン       | ハース-フェラーリ               | 1:37.394 |          |          | 17 6 |
| 107% time: 1:41.459 |     |                            |                                 |          |          |          |      |
| ソース              |     |                            |                                 |          |          |          |      |

追記
以下のドライバーがペナルティのためグリッド降格となったが、グリッド降格は最大でも最後尾（20番グリッド）であり、かつ複数のドライバーがペナルティの対象となったため、実際に降格したグリッド数とは異なり、逆にグリッドが上がったドライバーもいる。
- ^1 - フェルスタッペンはFP3で4基を超えるパワーユニット交換（6基目のエンジン(ICE)とMGU-H）を行ったため15グリッド降格[13][16][21]
- ^2 - バンドーンはFP1で4基を超えるパワーユニット交換（8基目のエンジン）を行い5グリッド降格となり、決勝前にも4基を超えるパワーユニット交換（11基目のターボチャージャー(TC)とMGU-H、9基目のエンジン、8基目のMGU-K）を行ったためさらに25グリッド降格が加算され、合計30グリッド降格[10][22][23][24]
- ^3 - ヒュルケンベルグはFP1で4基を超えるパワーユニット交換（6基目のMGU-H、5基目のエンジンとターボチャージャー）を行ったため20グリッド降格[13][25]
- ^4 - ストロールはQ1でグロージャンの進路を妨害したため、3グリッド降格とペナルティポイント1点（合計1点）が科された[26][27]
- ^5 - ハートレイはFP1で4基を超えるパワーユニット交換（6基目のエンジンとMGU-H、5基目のバッテリー(ES)と電子制御装置(CE)）を行ったため25グリッド降格[12][28]
- ^6 - マグヌッセンはQ1でペレスの進路を妨害したため、3グリッド降格とペナルティポイント1点（合計8点）が科された[29][30]

## 決勝
2017年10月22日 14:00
ルイス・ハミルトンがポール・トゥ・ウィンで連勝し今シーズン9勝目、アジアラウンド3連戦で苦戦していたセバスチャン・ベッテルとキミ・ライコネンのフェラーリ勢が表彰台に立った。3位フィニッシュのマックス・フェルスタッペンは、最終周でライコネンを追い抜いた際のペナルティで5秒加算されたため4位に降格した。一方でハミルトンのチームメイトであるバルテリ・ボッタスはチームメイトに35秒近い大差をつけられ5位で表彰台を逃し、マクラーレン勢はストフェル・バンドーンが12位、フェルナンド・アロンソはパワーユニットのトラブルによりリタイアとポイント獲得を逃した。
ハミルトンとベッテルのポイント差は66と広がったが、ベッテルが2位で完走したため、ドライバーズチャンピオンの決定は次戦以降に持ち越しとなった。一方で、メルセデスは4年連続のコンストラクターズチャンピオンをこのレースで確定させた。

### 結果
| Pos.   | No. | ドライバー                 | コンストラクター                | 周回数 | タイム/リタイア | Grid | Pts. |
| ------ | --- | -------------------------- | ------------------------------- | ------ | --------------- | ---- | ---- |
| 1      | 44  | ルイス・ハミルトン         | メルセデス                      | 56     | 1:33:50.991     | 1    | 25   |
| 2      | 5   | セバスチャン・ベッテル     | フェラーリ                      | 56     | +10.143         | 2    | 18   |
| 3      | 7   | キミ・ライコネン           | フェラーリ                      | 56     | +15.779         | 5    | 15   |
| 4      | 33  | マックス・フェルスタッペン | レッドブル-タグ・ホイヤー       | 56     | +16.768 1       | 16   | 12   |
| 5      | 77  | バルテリ・ボッタス         | メルセデス                      | 56     | +34.967         | 3    | 10   |
| 6      | 31  | エステバン・オコン         | フォース・インディア-メルセデス | 56     | +1:30.980       | 6    | 8    |
| 7      | 55  | カルロス・サインツ         | ルノー                          | 56     | +1:32.944       | 7    | 6    |
| 8      | 11  | セルジオ・ペレス           | フォース・インディア-メルセデス | 55     | +1 Lap          | 9    | 4    |
| 9      | 19  | フェリペ・マッサ           | ウィリアムズ-メルセデス         | 55     | +1 Lap          | 10   | 2    |
| 10     | 26  | ダニール・クビアト         | トロ・ロッソ                    | 55     | +1 Lap          | 11   | 1    |
| 11     | 18  | ランス・ストロール         | ウィリアムズ-メルセデス         | 55     | +1 Lap          | 15   |      |
| 12     | 2   | ストフェル・バンドーン     | マクラーレン-ホンダ             | 55     | +1 Lap          | 20   |      |
| 13     | 39  | ブレンドン・ハートレイ     | トロ・ロッソ                    | 55     | +1 Lap          | 19   |      |
| 14     | 8   | ロマン・グロージャン       | ハース-フェラーリ               | 55     | +1 Lap          | 12   |      |
| 15     | 9   | マーカス・エリクソン       | ザウバー-フェラーリ             | 55     | +1 Lap 2        | 13   |      |
| 16     | 20  | ケビン・マグヌッセン       | ハース-フェラーリ               | 55     | +1 Lap          | 17   |      |
| Ret    | 14  | フェルナンド・アロンソ     | マクラーレン-ホンダ             | 24     | パワーユニット  | 8    |      |
| Ret    | 3   | ダニエル・リカルド         | レッドブル-タグ・ホイヤー       | 14     | パワーユニット  | 4    |      |
| Ret    | 94  | パスカル・ウェーレイン     | ザウバー-フェラーリ             | 5      | 接触ダメージ    | 14   |      |
| Ret    | 27  | ニコ・ヒュルケンベルグ     | ルノー                          | 3      | パワーユニット  | 18   |      |
| ソース |     |                            |                                 |        |                 |      |      |

ファステストラップ
- セバスチャン・ベッテル（フェラーリ） 1:37.766（51周目）

ラップリーダー
- セバスチャン・ベッテル (Lap 1-5)
- ルイス・ハミルトン (Lap 6-19, 23-56)
- キミ・ライコネン (Lap 20)
- マックス・フェルスタッペン (Lap 21-22)

追記
- ^1 - フェルスタッペンは最終周でコースをはみ出してライコネンをオーバーテイクしたため、レース後に5秒加算ペナルティとペナルティポイント1点（合計4点）が科された。このペナルティにより3位から4位に降格[34][35]
- ^2 - エリクソンはマグヌッセンとの接触を引き起こしたため、5秒ペナルティとペナルティポイント2点（合計2点）が科された[36]

## 第17戦終了時点のランキング
|  | 順位 | ドライバー             | ポイント |
|  | ---- | ---------------------- | -------- |
|  | 1    | ルイス・ハミルトン     | 331      |
|  | 2    | セバスチャン・ベッテル | 265      |
|  | 3    | バルテリ・ボッタス     | 244      |
|  | 4    | ダニエル・リカルド     | 192      |
|  | 5    | キミ・ライコネン       | 163      |

|  | 順位 | コンストラクター                | ポイント |
|  | ---- | ------------------------------- | -------- |
|  | 1    | メルセデス                      | 575      |
|  | 2    | フェラーリ                      | 428      |
|  | 3    | レッドブル-タグ・ホイヤー       | 315      |
|  | 4    | フォース・インディア-メルセデス | 159      |
|  | 5    | ウィリアムズ-メルセデス         | 68       |

- 注：ドライバー、コンストラクター共にトップ5のみ表示。